# Miraculous: Les aventures de Ladybug et Chat Noir
Miraculous: Les aventures de Ladybug et Chat Noir (Miraculous: As Aventuras de Ladybug (português europeu) ou Miraculous: As Aventuras de Ladybug e Cat Noir (português brasileiro)) é uma série de animação 3D, francesa, criada por Thomas Astruc e desenvolvida por Jeremy Zag. A série é produzida pela empresa francesa Miraculous Corp., e coproduzida com a divisão europeia do estúdio japonês Toei Animation, além de diversas empresas internacionais.
A série estreou na França a 19 de outubro de 2015 no canal TF1. Em Portugal, a série estreou no Disney Channel a 22 de fevereiro de 2016, foi adicionada ao catálogo da Netflix a 1 de agosto do mesmo ano e estreou no dia 25 de setembro de 2017, no canal aberto RTP2 pelo bloco Zig Zag.
No Brasil, a série estreou no canal Gloob em 7 de março de 2016.
Em novembro de 2015, Jeremy Zag, o produtor de Miraculous: As Aventuras de Ladybug, anunciou na sua conta do Twitter que a segunda e terceira temporada já estavam em produção em conjunto.
Em 2019, a Zag e o Gloob assinaram um acordo onde a empresa brasileira passará a co-produzir as próximas temporadas de Miraculous, além de contar com exclusividade de exibição no Brasil e a adição de uma personagem brasileira.

## Enredo

### 1.ª temporada
A história se passa em Paris, onde dois adolescentes cursando o 9º ano, Marinette Dupain- Cheng e Adrien Agreste, foram escolhidos para serem os super heróis de Paris: Ladybug e Cat Noir. Ambos possuem uma jóia chamada Miraculous, criadas com o objetivo de dar grandes poderes a quem as usa, os ligando à sua criatura mágica (Kwami), ser mágico que surgiu a partir de um conceito existente no universo e que lhes concede seus poderes mágicos. Cada miraculous representa um conceito abstrato no universo: O miraculous de Marinete, o da joaninha, representa a criação, ou seja, sua Kwami, chamada Tikki, concede a Marinete o poder de criar qualquer coisa. A mesma teoria se aplica a Adrien, cujo miraculous, o do gato preto, representa a destruição, ou seja, seu Kwami, chamado Plagg, concede a ele o poder de destruir tudo que ele tocar. Marinete/Ladybug é apaixonada por Adrien, mas não sabe que ele é o Cat Noir, enquanto Adrien/Cat Noir faz de tudo para Ladybug se apaixonar por ele, mas não tem ideia de que sua colega de classe é o seu verdadeiro amor, e muito menos que é apaixonada por ele.
A missão deles é evitar que o vilão Hawk Moth, mais conhecido como Gabriel Agreste e pai de Adrien, consiga pegar os miraculous da criação e destruição, pois fundindo os dois, é possível realizar qualquer desejo, mas a humanidade pagará um preço altíssimo em troca. O vilão quer os miraculous para trazer sua esposa e mãe de Adrien, Emilie, de volta a vida, e cria super vilões muito perigosos para atingir seu objetivo. Isso porque seu miraculous, o da borboleta, representa a transmissão, ou seja, seu Kwami chamado Nooroo, concede a ele o poder de dar qualquer tipo de poder para qualquer pessoa, dependendo das emoções que a pessoa sente em determinados momentos em sua vida.

### 2.ª temporada
Na escola, Kyoko, uma nova aluna das aulas de esgrima, acaba atraindo a atenção de Adrien, algo que Marinette percebe. Ao mesmo tempo, Marinette conhece um rapaz que também lhe atrai a atenção, Luka, o que abala os sentimentos da mesma por Adrien.
Ela conhece também o Guardião dos Miraculous, o Mestre Fu, o responsável por ter dado os miraculous da Joaninha e do Gato preto para ela e Adrien, descobre que existem muitos outros Miraculous em Paris, que estão em posse do idoso, descobre poções e feitiços capazes de dar a ela e Adrien habilidades mágicas novas incríveis que ela nunca poderia imaginar, cria um forte vínculo com o homem, que passa a ser como um avô para ela e começa, junto com ele, a analisar pistas para tentar descobrir quem é o Hawk Moth. Graças a isso, ela ocasionalmente poderá ir até Mestre Fu e pegar alguns miraculous emprestados, para poder recrutar novos heróis que a auxiliarão durante algumas missões particularmente difíceis.
Quando Marinette descobre que Hawk Moth vem preparando a muito tempo um terrível plano para derrotá-la, os heróis de Paris contam agora com a ajuda de novos heróis para derrotar o vilão! Enquanto isso, surgem também novos vilões, incluindo uma nova portadora de miraculous chamada Mayura, sendo ela a assistente pessoal de Gabriel Agreste chamada Nathalie, que conhece todos os segredos do homem e nutre uma paixão platônica por ele. Ela utiliza o miraculous do pavão, que representa o conceito da emoção, tendo como Kwami a animada Duusu, a qual permite que Nathalie use as emoções de qualquer pessoa para criar seres mágicos poderosíssimos chamados senti monstros.
Marinette e Adrien poderão lidar com todas essas novas emoções e conflitos?

### 3.ª temporada
Com o passar do tempo, Marinette e Adrien se tornam ótimos amigos. Porém, rapidamente, Marinette descobre que declarar os seus sentimentos a um amigo não é tão fácil!
Para Ladybug e Cat Noir, apesar dos novos poderes e da nova e poderosa equipe de heróis a qual podem pedir auxílio quando necessário, o confronto com Hawk Moth torna-se cada vez mais difícil. O adversário ao longo do tempo também foi se tornando mais forte, pois ele agora pode chamar Mayura, uma vilã capaz de formar senti monstros para se aliarem e auxiliarem os akumatizados de Hawk Moth.Além de tudo isso, ele começa a suspeitar de que em Paris existe um guardião dos miraculous, que empresta para Ladybug os miraculous para auxiliá-la em seus combates, e passa a investigar toda a cidade para localizar o velhinho.
Adrien e Marinette começam a ter problemas sentimentais, visto que Adrien começa a nutrir sentimentos por Kyoko, ao mesmo tempo que Marinete passa a ver Luka como um potencial amoroso, além de descobrir que existem diversas outras caixas com diversos miraculous ao redor do planeta Terra.
Mais poderes, mais ação, mais vilões, mais super heróis novos e mais emoções! A terceira temporada de Miraculous colocará Marinette e Adrien à prova: será que eles podem proteger os seus segredos e não deixar a sua privacidade influenciar as suas aventuras de super-heróis?

### 4.ª temporada
Marinette agora não é apenas Ladybug, a super-heroína que protege Paris dos super-vilões, agora ela também é a nova Guardiã dos Miraculous, escolhida por Mestre Fu. Isso não significa apenas que deve manter só a sua identidade secreta, mas também manter secreta a existência dos seres mágicos e turbulentos, os Kwamis, de todas as pessoas que ama, mesmo que tenha que mentir para elas! Marinette, além de ter toda essa nova pressão, tem que ir à escola e lidar com as suas paixonites! Agora ela terá menos tempo e oportunidades para declarar os seus sentimentos por Adrien... Além de que agora, Hawk Moth se auto declarou Shadow Moth, pois usa, ao mesmo tempo, os miraculous da borboleta e do pavão, se tornando uma ameaça bem maior e mais assustadora do que anteriormente.
Marinette agora terá que redobrar os seus esforços para proteger os seus segredos e se tornar forte o suficiente para enfrentar Shadow Moth. Felizmente, os heróis de Paris podem contar agora com novos aliados super-heróis, pois a cada temporada, novos heróis surgem!!

### 5.ª temporada
Após Shadow Moth emplacar seu mais poderoso plano mortífero até o momento e roubar os 16 miraculous da caixa chinesa, Ladybug e Cat Noir têm agora a missão de os recuperar um por um. Agora, apelidado de Monarch, Gabriel Agreste está mais poderoso do que nunca. Junto a isso, Marinette e Adrien vivem uma relação complicada e irão desenvolver um romance, talvez... Isso porque o quadrado amoroso deles agora está invertido, porque Marinette/Ladybug se apaixona por Cat Noir, enquanto Adrien/Cat Noir se apaixona por Marinette!!
Sem a ajuda da sua antiga equipe de heróis, os protetores de Paris precisarão de muita inteligência e agilidade para salvar o Mundo.

### 6.ª temporada
Ladybug e Cat Noir devem agora enfrentar um novo, misterioso, alarmante e inteligentíssimo inimigo,ou inimiga, que está bem próximo deles. Mais próximo do que eles imaginam.
Marinette e Adrien, agora namorando, também nunca estiveram tão próximos um do outro! Entretanto isso não significa necessariamente que as suas vidas sejam um mar de rosas, pois guardam muitos segredos um do outro, sendo o maior deles o fato de ainda não terem revelado as suas identidades secretas um para o outro.
Em uma nova e exemplar Paris ecológica, no coração de uma escola nova e revolucionária, os jovens heróis estão prestes a viver um ano letivo cheio de emoções e revelações.

## Elenco de voz
| Personagem                                                                          | Voz francesa      | Voz portuguesa                 | Voz brasileira                         |
| ----------------------------------------------------------------------------------- | ----------------- | ------------------------------ | -------------------------------------- |
| Marinette Dupain-Cheng (Ladybug)                                                    | Anouck Hautbois   | Carla García                   | Jéssica Vieira                         |
| Marinette Dupain-Cheng (Ladybug)                                                    | Anouck Hautbois   | Carla García                   | Analu Pimenta (canções)                |
| Adrien Agreste (Gato Noir/Cat Noir)                                                 | Benjamin Bollen   | André Raimundo                 | Fabrício Vila Verde                    |
| Adrien Agreste (Gato Noir/Cat Noir)                                                 | Benjamin Bollen   | André Raimundo                 | Avner Proba (canções)                  |
| Tikki                                                                               | Marie Nonenmacher | Helena Montez                  | Isabelle Cunha                         |
| Plagg                                                                               | Thierry Kazazian  | Luís Lucas                     | Luiz Sérgio Vieira                     |
| Plagg                                                                               | Thierry Kazazian  | Peter Michael (canções)        | Luiz Sérgio Vieira                     |
| Gabriel Agreste (Falcão-traça/Hawk Moth; Sombra Traça/Shadow Moth; Monarca/Monarch) | Antoine Tomé      | Rui Luís Brás                  | Ricardo Schnetzer (voz do Gabriel)     |
| Gabriel Agreste (Falcão-traça/Hawk Moth; Sombra Traça/Shadow Moth; Monarca/Monarch) | Antoine Tomé      | Rui Luís Brás                  | Guilherme Briggs(como Monarch)         |
| Alya Césaire (Fox Rouge/Rena Rouge; Fox Furtiva/Rena Furtive)                       | Fanny Bloc        | Bárbara Lourenço               | Luisa Palomanes                        |
| Nino Lahiffe (Carapaça)                                                             | Alexandre N'guyen | Simon Frankel                  | Gustavo Pereira (temporadas 1-3)       |
| Nino Lahiffe (Carapaça)                                                             | Alexandre N'guyen | Simon Frankel                  | Erick Bougleux (temporada 4 em diante) |
| Zoé Lee (Vesperia/Kitty Noire)                                                      | Deneen Melody     | Mafalda Luís de Castro         | Luísa Viotti                           |
| Chloé Bourgeois (Abelha Rainha/Queen Bee)                                           | Marie Chevalot    | Maria Camões                   | Bruna Laynes                           |
| Nathalie Sancouer (Mayura)                                                          | Marie Diot        | Helena Montez                  | Angélica Borges                        |
| Mestre Fu (Jade Turtle)                                                             | Gilbert Levy      | Diogo Valsassina               | Mário Monjardim (temporada 1)          |
| Mestre Fu (Jade Turtle)                                                             | Gilbert Levy      | Diogo Valsassina               | Júlio Chaves (temporadas 2-4)          |
| Mestre Fu (Jade Turtle)                                                             | Gilbert Levy      | Diogo Valsassina               | Alfredo Martins (temporada 5)          |
| Lila Rossi (Crisálida/Chrysalis)                                                    | Clara Soares      | Maria Camões (temporada 1)     | Luiza César (temporada 1)              |
| Lila Rossi (Crisálida/Chrysalis)                                                    | Clara Soares      | Helena Montez (temporadas 2-5) | Natali Pazete (temporada 2 em diante)  |
| Kadami/Kyoko Tsurugi (Ryuko)                                                        | Clara Soares      | Helena Montez                  | Flávia Fontenelle                      |
| Luka Couffaine (Viperion)                                                           | Maxime Baudouin   | Guilherme Barroso              | Felipe Drummond                        |
| Félix Fathom (Argos)                                                                | Benjamin Bollen   | André Raimundo                 | Fabrício Vila Verde                    |
| Félix Fathom (Argos)                                                                | Benjamin Bollen   | André Raimundo                 | Avner Proba (canções)                  |

## Episódios
| Arco 1 |   |    |    |                        |                        |                         |                        |                        |                        |
|        | 1 | 26 | 26 | 19 de outubro de 2015  | 30 de outubro de 2016  | 22 de fevereiro de 2016 | 29 de setembro de 2016 | 7 de março de 2016     | 11 de abril de 2016    |
|        | 2 | 26 | 26 | 11 de dezembro de 2016 | 18 de novembro de 2018 | 23 de dezembro de 2016  | 16 de novembro de 2018 | 22 de dezembro de 2016 | 30 de novembro de 2018 |
|        | 3 | 26 | 26 | 14 de abril de 2019    | 8 de dezembro de 2019  | 1 de dezembro de 2018   | 30 de maio de 2020     | 15 de junho de 2019    | 29 de novembro de 2019 |
|        | 4 | 26 | 26 | 11 de abril de 2021    | 13 de março de 2022    | 15 de maio de 2021      | 28 de maio de 2022     | 13 de abril de 2021    | 10 de março de 2022    |
|        | 5 | 27 | 27 | 24 de outubro de 2022  | 1 de novembro de 2023  | 29 de outubro de 2022   | 8 de junho de 2024     | 10 de outubro de 2022  | 30 de setembro de 2023 |
| Arco 2 |   |    |    |                        |                        |                         |                        |                        |                        |
|        | 6 | 26 | 26 | 23 de março de 2025    | ASA                    | 31 de maio de 2025      | ASA                    | 24 de janeiro de 2025  | ASA                    |

## Produção

### Conceito e criação
A série é baseada em um conceito original criado pelo escritor e storyboarder Thomas Astruc. Ele foi inspirado por um encontro com uma certa senhora e "décadas de leitura excessiva de quadrinhos". Em entrevista ao Nolife , Astruc disse que estava trabalhando como animador no programa WITCH quando conheceu uma mulher vestindo uma camiseta com uma joaninha. Eles começaram a compartilhar desenhos, alguns dos quais com o tema joaninha. Astruc também observou que o penteado de rabo de cavalo característico de Marinette foi modelado após a mulher. Eles também trabalharam no desenho animado ATOM por volta de 2004 a 2005. Astruc desenhou Ladybug pela primeira vez em post-it e comentou sobre o quão forte era a personagem Ladybug. Ele não tinha lembranças de ver super-heróis com tema de joaninha em quadrinhos.
Astruc tinha a intenção de fazer de Ladybug uma série de quadrinhos até que conheceu Jeremy Zag, que adorou o projeto e queria produzi-lo como um desenho animado. Zag tinha 25 anos na época e não era originalmente da indústria de desenhos animados.
Ao desenvolver Cat Noir, Astruc disse que as joaninhas representavam boa sorte, então era natural associá-la a um gato preto com poderes de má sorte. Cat Noir foi uma homenagem a personagens cômicos, como a Mulher-Gato. Então foi como ter a Mulher-Gato e o Homem-Aranha na mesma série, mas com gêneros e papéis invertidos.
Um personagem chamado Félix originalmente teria o papel de Cat Noir, mas mais tarde ele foi descartado em favor de Adrien Agreste porque a equipe criativa sentiu que Félix era um clichê de um protagonista masculino de anime e que Adrien permitiria que eles o fizessem contar histórias mais interessantes. Em setembro de 2015, Astruc indicou que estava aberto para revisitar o personagem de Félix, mas abandonou em fevereiro de 2016, escrevendo que o personagem era uma má ideia. Em 2019, Félix foi refeito como primo de Adrien e renomeado como Félix Fathom.

### Empresas de contratação
Em 2010, a série foi anunciada no MIPCOM de Cannes, com a produção dos grupos franceses Univergroup Pictures e Onyx Films que trabalhariam em conjunto com a Method Animation e a Zagtoon. Aton Soumache, da Onyx e da Method, afirmou que queriam «criar uma personagem de uma super-heroína glamorosa com um toque europeu autêntico, tendo Paris como pano de fundo». Os produtores também planeavam animar a série em 3D estereoscópico (atualmente, é produzida usando animação CGI).
No verão de 2012, a Toei Animation Co., Ltd. foi anunciada como coprodutora, juntamente com a sua divisão europeia. Dois anos antes de 2012, a Toei Animation lançou o filme Pretty Cure que se passava em Paris, França, e estava interessada em expandir o seu público internacional. Mesmo depois da animação mudar para CGI, a Toei ainda permaneceu coprodutora, com os produtores executivos da empresa a serem creditados.
A 21 de novembro de 2012, foi anunciado uma parceria entre a Zagtoon, a Method Animation, a SAMG Animation e a SK Broadband: juntas, as empresas investiriam US$ 50 milhões até 2017 em cinco projetos. O primeiro desses projetos foi transformado em Miraculous, que recebeu um investimento de US$ 10 milhões. Como parte do acordo, a SK Broadband teria direitos exclusivos na Coreia do Sul para o lançamento nas suas plataformas.

## Exibição
A Coreia do Sul foi o primeiro país a estrear Ladybug, com o grupo de k-pop Fiestar a cantar uma versão em coreano do tema da série. Estreou a 1 de setembro de 2015 no canal EBS, e exibiu 13 episódios até novembro de 2015, com repetições até fevereiro de 2016, e a segunda metade da temporada exibida a partir de 1 de março de 2016.
Já na França, a série estreou a 19 de outubro de 2015 no bloco de programação TFOU no canal TF1.
A série estreou na Nickelodeon nos Estados Unidos a 6 de dezembro de 2015, antes de o programa ser removido da programação da rede em 2016. A 8 de abril de 2019, a série foi oficialmente escolhida pelo Disney Channel e começou a ser exibida desde então. Ela também foi exibida no bloco de programação KidsClick até ao seu encerramento a 31 de março de 2019. A 20 de dezembro de 2016, a Zag anunciou que a Netflix adquiriu os direitos de streaming dos EUA para Miraculous para as temporadas 1-3, incluindo a estreia em inglês do Especial de Natal.
No Canadá, a versão em inglês da série estreou no Family Channel a 1 de novembro de 2016, já a versão francesa da série estreou a 9 de janeiro de 2016 na Tele-Québec.
Na Austrália estreou a 1 de janeiro de 2016 no canal ABC e estreou a série no seu canal linear ABC3 a 22 de março de 2016. No Reino Unido e na Irlanda, estreou a 30 de janeiro de 2016 no Disney Channel. Em Portugal, a série estreou no Disney Channel a 22 de fevereiro de 2016, foi adicionada ao catálogo da Netflix a 1 de agosto de 2016 e estreou a 25 de setembro de 2017 no canal aberto RTP2 sendo integrante do bloco Zig Zag. No Brasil, a série estreou a 7 de março de 2016 no canal Gloob. Na Nova Zelândia, a série estreou a 27 de abril de 2016.
A segunda temporada estreou na França a 26 de outubro de 2017. Em Portugal estreou a 23 de outubro de 2017. No Brasil estreou em 3 de novembro de 2017.
A terceira temporada estreou na França a 14 de abril de 2019. Em Portugal estreou a 1 de dezembro de 2018. No Brasil estreou a 15 de junho de 2019.
A quarta temporada estreou na França a 11 de abril de 2021. Em Portugal estreou a 15 de maio de 2021. No Brasil, Gloob teve uma pré-estreia a 23 de março de 2021.
A quinta temporada estreou na França a 24 de outubro de 2022. Em Portugal, estreou a 29 de outubro de 2022. No Brasil, teve uma pré-estreia pelo Gloob a 13 de junho de 2022, fazendo novamente a estreia mundial da temporada.
A sexta temporada estreou no Brasil pelo Gloob a 24 de janeiro de 2025, tratando-se da terceira vez que o canal é responsável pela estreia mundial de uma temporada.

## Outras mídias
Um jogo de corrida interminável foi desenvolvido pela TabTale e lançado em abril de 2018 como um aplicativo móvel.  Em abril de 2019 foi anunciado um novo jogo para celular e em maio de 2019 ele foi apresentado por Jeremy Zag. Uma série de televisão live-action também estava em desenvolvimento, mas foi descartada.
Em 6 de dezembro de 2020, Zag anunciou que uma adaptação em mangá começará a serialização na revista Monthly Shōnen Sirius da Kodansha, começando na edição de março em janeiro de 2021.
Foi revelado por Venturebeat e Lindalee Rose que o mais novo jogo Miraculous Ladybug estaria no Roblox, planejado para ser lançado em abril de 2021 junto com o Shanghai Special. Este jogo é descrito como um “jogo de busca de aventura”, então teremos que esperar para ver exatamente o que isso significa. Esta também será a primeira série de TV oficialmente transformada em um jogo Roblox.

### Filme
A 16 de maio de 2019, durante a Cannes Film Festival 2019, foi confirmado que o filme teria o nome Ladybug & Cat Noir Awakening. Também foi revelado que a produção do filme está em andamento e que o filme seria como uma aventura de fantasia romântica. Mais tarde, o título do filme foi alterado para "Miraculous: Le Film", em Francês. Em Portugal e no Brasil o filme manterá o título original da série, "Miraculous: As Aventuras de Ladybug - O Filme".
O filme estreou na França a 5 de julho de 2023. Em Portugal, no Brasil e em outros países, o filme é distribuído pela Netflix, estreando a 28 de julho de 2023.

## Recepção

### Recepção pela crítica
Kimberly Cooper, uma jornalista e blogueira que contribuiu para jornais como The Huffington Post, escreveu que o programa inspirou adolescentes e adultos a criar e propagar remixes da série e gostou que o programa apresentasse personagens multirraciais como no filme Big Hero 6, que recebeu um Oscar. Ela "rapidamente percebeu que havia um movimento de fãs de Miraculous muito mais legal e amplo em andamento". Caitlin Donovan, do site de entretenimento Epicstream, listou-a como uma de suas 10 melhores séries animadas de 2015. Ela escreveu que "os personagens são tão encantadores que os aspectos do show são apenas muito divertidos, em vez de irritantes" com lutas criativas e boa animação CGI. Ela escreveu que "Marinette é uma protagonista adorável que é genuinamente desajeitada como uma pessoa comum, mas confiante como super-heroína, o que cria um contraste interessante". Ella Anders, do BSCKids, escreveu que o show se destaca por causa de "como ele combina tanto a garota mágica quanto o gênero de super-heróis". Robert Lloyd, do Los Angeles Times, descreveu o programa como "inteligente, romântico, divertido, do jeito que alguns de nós preferem nossas histórias de super-heróis". Ele achou que os personagens "tinham a aparência de plástico extrudado comum aos desenhos CGI", mas "dentro desses limites, o design é adorável e a animação elegante, e muito trabalho foi feito ao pôr em cena e executar as cenas de ação".
A Precis Syndicate considerou o programa de "autêntico e aspiracional" e afirmou que "sem dúvida inspirará a juventude de hoje a tentar salvar o dia, todos os dias à sua maneira". Andrea Reiher, da Zap2It, escreveu que as "histórias são ricas em família, amigos, aventura, intriga, vilões, criatividade e muito mais, oferecendo temas que são relacionáveis e relevantes para crianças e pré-adolescentes" e antecipou que seria um grande sucesso na Nickelodeon.
No entanto, a série também recebeu críticas negativas de críticos, incluindo de fãs. A maioria das críticas é direcionada a como Chloe foi escrita desde o final da terceira temporada. Ryan Lewis, para a CBR.com, considerou Miraculous como uma das 10 séries de animação que não mereciam ser populares, apontando para uma visão negativa do conflito primário entre os dois protagonistas principais: "Eles se conhecem fora do combate ao crime, mas de alguma forma nunca reconhecem as identidades de super-heróis um do outro. Para o aborrecimento de muitos fãs, esse conflito ainda não foi resolvido, fazendo com que alguns percam o interesse por sua tensão romântica excessivamente prolongada."
Vários críticos de mídia anteciparam que os brinquedos da marca Miraculous estarão entre as marcas quentes para 2016. A Zag fez uma parceria com a Bandai para lançar brinquedos baseados na série, bem como acordos de licenciamento para roupas e outras mercadorias.

## Prémios e indicações
| Ano  | Prémio                           | Categoria                                                   | Por                                                          | Resultado |
| ---- | -------------------------------- | ----------------------------------------------------------- | ------------------------------------------------------------ | --------- |
| 2016 | Brazilian Toy Magazine Awards    | Melhor Brinquedo Nacional de 2016                           | Miraculous - As Aventuras de Ladybug & Cat Noir              | Venceu    |
| 2016 | Brazilian Toy Magazine Awards    | Melhor Marca de 2016                                        | Miraculous - As Aventuras de Ladybug & Cat Noir              | Venceu    |
| 2016 | Ri Happy Awards                  | Melhor Marca de 2016                                        | Miraculous - As Aventuras de Ladybug & Cat Noir              | Venceu    |
| 2016 | Latam Expo Licensing Awards      | Melhor Marca de 2016                                        | Miraculous - As Aventuras de Ladybug & Cat Noir              | Venceu    |
| 2017 | Brazilian Toy Magazine Awards    | Melhor Brinquedo Nacional de 2017                           | Miraculous - As Aventuras de Ladybug & Cat Noir              | Venceu    |
| 2017 | Licencias de Actualidad          | Melhor Licença do Ano                                       | Miraculous - As Aventuras de Ladybug & Cat Noir              | Venceu    |
| 2017 | Licencias de Actualidad          | Best Entertainment License                                  | Miraculous - As Aventuras de Ladybug & Cat Noir              | Venceu    |
| 2017 | Licencias de Actualidad          | Melhor Licença de Entretenimento                            | Tosta Rica Ladybug                                           | Venceu    |
| 2017 | 2017 OVA-ies TV Animation Awards | Melhor personagem principal animado de 2017                 | Marinette Dupain-Cheng                                       | Indicado  |
| 2017 | 2017 OVA-ies TV Animation Awards | Melhores Visuais para um Show de Animação de 2017           | Miraculous Ladybug                                           | Indicado  |
| 2018 | Teen Choice Awards               | Choice Animated TV Show                                     | Miraculous Ladybug                                           | Venceu    |
| 2018 | The UK Licensing Awards 2018     | Melhor Propriedade Licenciada para Crianças ou Adolescentes | Miraculous Ladybug                                           | Indicado  |
| 2018 | The UK Licensing Awards 2018     | Melhor linha de roupas infantis licenciadas                 | Miraculous Nightwear for Character.com from Aykroyd and Sons | Indicado  |
| 2018 | Brazilian Toy Magazine Awards    | Melhor Brinquedo Nacional de 2018                           | Miraculous - As Aventuras de Ladybug & Cat Noir              | Venceu    |
| 2018 | Bologna Licensing Trade Fair     | Best Property Kids                                          | Miraculous                                                   | Venceu    |
| 2018 | 2018 OVA-ies TV Animation Awards | Melhor Personagem Principal Animado de 2018                 | Marinette Dupain-Cheng                                       | Venceu    |
| 2018 | 2018 OVA-ies TV Animation Awards | Melhor Personagem Coadjuvante de Animação de 2018           | Hawk Moth                                                    | Indicado  |
| 2019 | Bologna Licensing Trade Fair     | Prêmio Especial Fashion Kids com Miraculous by Guess        | Miraculous                                                   | Venceu    |
| 2019 | The 2019 Tell-Tale TV Awards     | Série animada de TV favorita                                | Miraculous                                                   | Venceu    |
| 2020 | Bologna Licensing Awards         | Best Preschool Licensing Project                            | Capsule Collection Chicco Miraculous                         | Venceu    |
| 2020 | BroadwayWorld Spain Awards       | Best Theatrical Event                                       | Miraculous: The Ladybug Show (musical)                       | Venceu    |
| 2020 | Kids' Choice Awards Mexico       | Melhor Série Animada do Ano                                 | Miraculous                                                   | Venceu    |
| 2021 | Meus Prêmios Nick 2021           | Desenho Animado Favorito                                    | Miraculous: As Aventuras da Ladybug & Cat Noir               | Venceu    |